# لیگ دسته دوم فوتبال ایران ۷۴-۱۳۷۳
رقابتهای جام آزادگان که در دهه هفتاد لیگ دسته دوم فوتبال ایران نامیده می‌شد در سال ۷۴_۱۳۷۳ برگزار گردید. ۳ تیم به لیگ آزادگان ۱۳۷۴ صعود کردند.